# Triops dadayi
Triops dadayi – gatunek przekopnicy występujący w Kenii. Nazwany został na cześć Eugena von Dadaya, gatunek został opisany na podstawie dwóch osobników umieszczonych w jego kolekcji w Węgierskim Muzeum Historii Naturalnej. Okazy mają około 2.2 cm. długości ciała, są koloru brązowego.